# Campeonato Catarinense 2002
In 2002 werd het 77ste Campeonato Catarinense gespeeld voor clubs uit Braziliaanse staat Santa Catarina. De competitie georganiseerd door de FCF en werd gespeeld van 17 februari tot 10 juli. De kampioen werd bepaald in de tweede fase van het kampioenschap. Er werden twee toernooien gespeeld, omdat Figueirense beide won was er geen finale voor de titel meer nodig. 

## Kwalificatietoernooi

### Eerste fase
| Plaats | Club             | Wed. | W | G | V | Saldo | Ptn. |
| ------ | ---------------- | ---- | - | - | - | ----- | ---- |
| 1.     | Chapecoense      | 5    | 3 | 1 | 1 | 10:5  | 10   |
| 2.     | Águia do Vale    | 5    | 3 | 1 | 1 | 13:12 | 10   |
| 3.     | Fraiburgo        | 5    | 3 | 0 | 2 | 12:10 | 9    |
| 4.     | Tiradentes       | 5    | 2 | 2 | 1 | 10:8  | 8    |
| 5.     | Atlético Chapecó | 5    | 0 | 2 | 3 | 7:11  | 2    |
| 6.     | Caxias           | 5    | 0 | 2 | 3 | 5:11  | 2    |

|  | Finale |

### Tweede fase
| Plaats | Club             | Wed. | W | G | V | Saldo | Ptn. |
| ------ | ---------------- | ---- | - | - | - | ----- | ---- |
| 1.     | Atlético Chapecó | 5    | 3 | 2 | 0 | 11:7  | 11   |
| 2.     | Chapecoense      | 5    | 3 | 1 | 1 | 9:6   | 10   |
| 3.     | Fraiburgo        | 5    | 2 | 2 | 1 | 13:11 | 8    |
| 4.     | Caxias           | 5    | 2 | 2 | 1 | 12:10 | 8    |
| 5.     | Tiradentes       | 5    | 1 | 1 | 3 | 8:9   | 4    |
| 6.     | Águia do Vale    | 5    | 0 | 0 | 5 | 3:13  | 0    |

|  | Finale |

### Finale
De winnaar plaatst zich voor de play-offs van de eerste fase
| Team #1          | Tot.  | Team #2     | 1ste wed | 2de wed |
| ---------------- | ----- | ----------- | -------- | ------- |
| Atlético Chapecó | 3 - 4 | Chapecoense | 2 - 3    | 1 - 1   |

## Eerste fase
Tubarão, Criciúma, Figueirense en Joinville namen niet deel aan het eerste toernooi omdat zij op dat moment deelnamen aan de Copa Sul-Minas 2002. 

### Eerste toernooi
| Plaats | Club                | Wed. | W | G | V | Saldo | Ptn. |
| ------ | ------------------- | ---- | - | - | - | ----- | ---- |
| 1.     | Avaí                | 5    | 3 | 1 | 1 | 7:3   | 10   |
| 2.     | Marcílio Dias       | 5    | 2 | 3 | 0 | 6:3   | 9    |
| 3.     | Atlético de Ibirama | 5    | 3 | 0 | 2 | 8:6   | 9    |
| 4.     | Inter de Lages      | 5    | 1 | 2 | 2 | 5:8   | 5    |
| 5.     | Atlético Alto Vale  | 5    | 1 | 1 | 3 | 5:8   | 4    |
| 6.     | Kindermann          | 5    | 1 | 1 | 3 | 7:10  | 4    |

|  | Winnaar |

### Tweede toernooi
| Plaats | Club                | Wed. | W | G | V | Saldo | Ptn. |
| ------ | ------------------- | ---- | - | - | - | ----- | ---- |
| 1.     | Marcílio Dias       | 5    | 3 | 2 | 0 | 9:1   | 11   |
| 2.     | Avaí                | 5    | 3 | 1 | 1 | 10:3  | 10   |
| 3.     | Inter de Lages      | 5    | 2 | 0 | 3 | 4:5   | 6    |
| 4.     | Atlético Alto Vale  | 5    | 2 | 0 | 3 | 5:10  | 6    |
| 5.     | Atlético de Ibirama | 5    | 1 | 2 | 2 | 2:6   | 5    |
| 6.     | Kindermann          | 5    | 1 | 1 | 3 | 1:6   | 4    |

|  | Winnaar |

### Totaalstand
| Plaats | Club                | Wed. | W | G | V | Saldo | Ptn. |
| ------ | ------------------- | ---- | - | - | - | ----- | ---- |
| 1.     | Avaí                | 10   | 6 | 2 | 2 | 17:6  | 20   |
| 2.     | Marcílio Dias       | 10   | 5 | 5 | 0 | 15:4  | 20   |
| 3.     | Atlético de Ibirama | 10   | 4 | 2 | 4 | 10:12 | 14   |
| 4.     | Inter de Lages      | 10   | 3 | 2 | 5 | 9:13  | 11   |
| 5.     | Atlético Alto Vale  | 10   | 3 | 1 | 6 | 10:18 | 10   |
| 6.     | Kindermann          | 10   | 2 | 2 | 6 | 8:16  | 8    |

|  | Geplaatst voor tweede fase als toernooiwinnaar    |
|  | Geplaatst voor tweede fase als beste niet-winnaar |
|  | Play-offs                                         |

### Play-offs
In het geval van gelijkstand of als beide clubs een wedstrijd winnen geldt niet het doelsaldo, maar wordt er een verlenging gespeeld, waarin enkel de score in de verlenging telt. De club die dan wint gaat door, in geval van gelijkstand gaat de beste club uit de competitie door, of in het geval van Chapecoense, deze club omdat zij het kwalificatietoernooi wonnen.
|  | Halve finale       | Halve finale | Halve finale |   |                    | Finale | Finale | Finale |
|  |                    |              |              |   |                    |        |        |        |
|  | Inter de Lages     | 1            | 2 (0)        |   |                    |        |        |        |
|  | Atlético Alto Vale | 2            | 0 (1)        |   |                    |        |        |        |
|  | Atlético Alto Vale | 2            | 0 (1)        |   | Atlético Alto Vale | 0      | 2      |        |
|  |                    |              |              |   | Atlético Alto Vale | 0      | 2      |        |
|  |                    | Chapecoense  | 2            | 2 |                    |        |        |        |
|  | Chapecoense        | Chapecoense  | 2            | 2 | 2                  | 1 (1)  |        |        |
|  | Chapecoense        |              |              |   | 2                  | 1 (1)  |        |        |
|  | Kindermann         | 2            | 1 (1)        |   |                    |        |        |        |

## Tweede fase

### Eerste toernooi

#### Groepsfase
| Plaats | Club                | Wed. | W | G | V | Saldo | Ptn. |
| ------ | ------------------- | ---- | - | - | - | ----- | ---- |
| 1.     | Figueirense         | 7    | 5 | 1 | 1 | 14:4  | 16   |
| 2.     | Criciúma            | 7    | 4 | 1 | 2 | 14:14 | 13   |
| 3.     | Tubarão             | 7    | 3 | 3 | 1 | 10:6  | 12   |
| 4.     | Avaí                | 7    | 2 | 3 | 2 | 9:8   | 9    |
| 5.     | Atlético de Ibirama | 7    | 2 | 2 | 3 | 9:10  | 8    |
| 6.     | Chapecoense         | 7    | 2 | 2 | 3 | 8:14  | 8    |
| 7.     | Joinville           | 7    | 2 | 1 | 4 | 14:17 | 7    |
| 8.     | Marcílio Dias       | 7    | 1 | 1 | 5 | 12:17 | 4    |

|  | Finale eerste toernooi |

#### Finale
| Team #1  | Tot.  | Team #2     | 1ste wed | 2de wed |
| -------- | ----- | ----------- | -------- | ------- |
| Criciúma | 1 - 3 | Figueirense | 0 - 1    | 1 - 2   |

### Eerste toernooi

#### Groepsfase
| Plaats | Club                | Wed. | W | G | V | Saldo | Ptn. |
| ------ | ------------------- | ---- | - | - | - | ----- | ---- |
| 1.     | Figueirense         | 7    | 5 | 2 | 0 | 25:8  | 17   |
| 2.     | Avaí                | 7    | 4 | 1 | 2 | 9:7   | 13   |
| 3.     | Joinville           | 7    | 4 | 0 | 3 | 9:14  | 12   |
| 4.     | Criciúma            | 7    | 3 | 2 | 2 | 15:12 | 11   |
| 5.     | Tubarão             | 7    | 3 | 1 | 3 | 12:13 | 10   |
| 6.     | Marcílio Dias       | 7    | 2 | 1 | 4 | 8:16  | 7    |
| 7.     | Atlético de Ibirama | 7    | 1 | 3 | 3 | 7:9   | 6    |
| 8.     | Chapecoense         | 7    | 1 | 0 | 6 | 13:19 | 3    |

|  | Finale tweede toernooi |

#### Finale
| Team #1 | Tot.  | Team #2     | 1ste wed | 2de wed |
| ------- | ----- | ----------- | -------- | ------- |
| Avaí    | 1 - 3 | Figueirense | 1 - 3    | 0 - 0   |

### Kampioen
| Campeonato Catarinense de 2002   |
| Santa Catarina                   |
| -------------------------------- |
| FIGUEIRENSE Kampioen (11° titel) |